# Céline Boutier
Céline Boutier (Clamart, 10 novembre 1993) è una golfista francese, attiva principalmente nell'LPGA Tour e Ladies European Tour.

## Biografia
Nasce a Clamart il 10 novembre 1993, figlia di immigrati thailandesi.

## Carriera

### Dilettantismo
Ha una carriera amatoriale di successo che include la vittoria dell'European Ladies Amateur Championship nel 2012 e del British Ladies Amateur nel 2015.
Durante il periodo da dilettante frequenta l'Università Duke, vincendo quattro eventi e contribuendo alla vittoria del campionato NCAA femminile di golf nel 2014. Per i risultati conseguiti, lo stesso anno viene nominata giocatrice dell'anno della Women's Golf Coaches Association (WCGA) oltre a ricevere il premio Honda Sports. Inizia al contempo una collaborazione con l'allenatore di swing Cameron McCormick, già noto preparatore dello statunitense Jordan Spieth.
Nel settembre 2014 termina ventinovesima all'Evian Championship, torneo major disputato tra l'altro in Francia. Complice anche il passaggio tra le professioniste delle rivali Minjee Lee, Alison Lee e Brooke Henderson, tra la fine del 2014 e gli inizi del 2015 è al 1º posto della classifica amoriale mondiale.

### Professionismo
Compie il suo esordio professionale nel 2016, all'età di 23 anni. L'anno seguente ottiene due successi nel Symetra Tour, il Self Regional Healthcare Foundation Classic e il Sioux Falls GreatLIFE Challenge, nonché otto piazzamenti nella top 10 finale. Più tardi diviene la terza rookie del 2007 a superare i 100000 dollari in guadagni in una singola stagione e la prima francese dal 2013 a guadagnarsi l'ingresso nell'LPGA Tour attraverso il Symetra Tour. Al termine del Symetra Tour disputa una serie di eventi del Ladies European Tour, vincendo il Sanya Ladies Open.

## Vittorie professionali (12)

### LPGA Tour vittorie (4)
| Legenda             |
| Tornei Major (1)    |
| Altri LPGA Tour (3) |

| Nr. | Data             | Torneo                     | Punteggio       | Al par | Margine | Seconda classificata                      |
| --- | ---------------- | -------------------------- | --------------- | ------ | ------- | ----------------------------------------- |
| 1   | 10 febbraio 2019 | ISPS Handa Vic Open^       | 69-71-69-72=281 | −8     | 2 colpi | Sarah Kemp Su-Hyun Oh Charlotte Thomas    |
| 2   | 3 ottobre 2021   | ShopRite LPGA Classic      | 66-70-63=199    | −14    | 1 colpo | Brooke Henderson Ko Jin-young Park In-bee |
| 3   | 26 marzo 2023    | LPGA Drive On Championship | 69-66-65-68=268 | −20    | Playoff | Georgia Hall                              |
| 4   | 30 luglio 2023   | Evian Championship^        | 66-69-67-68=270 | −14    | 6 colpi | Brooke Henderson                          |

^Co-sanzionato dall'ALPG Tour
^Co-sanzionato dal Ladies European Tour.

### LPGA Tour playoff record (1–0)
| No. | Anno | Torneo                     | Sfidante     | Risultato                                   |
| --- | ---- | -------------------------- | ------------ | ------------------------------------------- |
| 1   | 2023 | LPGA Drive On Championship | Georgia Hall | Vinto col tiro birdie alla prima buca extra |

### Vittorie nel Ladies European Tour (4)
| Nr. | Data              | Torneo                        | Punteggio       | Al par | Margine | Seconda classificata |
| --- | ----------------- | ----------------------------- | --------------- | ------ | ------- | -------------------- |
| 1   | 18 novembre 2017  | Sanya Ladies Open             | 67-69-68=204    | −12    | 4 colpi | Solar Lee            |
| 2   | 9 settembre 2018  | Australian Ladies Classic^    | 70-68-67-73=278 | −10    | 2 colpi | Katie Burnett        |
| 3   | 18 settembre 2021 | Lacoste Ladies Open de France | 68-66-68=202    | −11    | 1 colpo | Kylie Henry          |
| 4   | 30 luglio 2023    | Evian Championship^           | 66-69-67-68=270 | −14    | 6 colpi | Brooke Henderson     |

^ Co-sanzionato dall'ALPG Tour
^ Co-sanzionato dal LPGA Tour

### Vittorie nel Symetra Tour (2)
| Nr. | Data             | Torneo                                      | Punteggio       | Al par | Margine   | Seconda classificata |
| --- | ---------------- | ------------------------------------------- | --------------- | ------ | --------- | -------------------- |
| 1   | 14 maggio 2017   | Self Regional Healthcare Foundation Classic | 68-68-70-72=278 | −10    | Spareggio | Paola Moreno         |
| 2   | 9 settembre 2017 | Sioux Falls GreatLIFE Challenge             | 69-70-63-71=273 | −11    | 1 colpo   | Benyapa Niphatsophon |

### Altre vittorie (3)
- 2016 Fort Rucker Ladies Open
- 2020 Texas Women's Open, Kathy Whitworth Paris Championship[2]

## Tornei major

### Vittorie (1)
| Anno | Campionato         | 54 buche       | Punteggio di vittoria | Margine | Seconda          |
| ---- | ------------------ | -------------- | --------------------- | ------- | ---------------- |
| 2023 | Evian Championship | 3 colpi in più | −14 (66-69-67-68=270) | 6 colpi | Brooke Henderson |

### Risultati completi
I risultati conseguiti prima del 2019 non sono in ordine cronologico.
| Torneo                   | 2013 | 2014 | 2015 | 2016 | 2017 | 2018 | 2019 |
| ------------------------ | ---- | ---- | ---- | ---- | ---- | ---- | ---- |
| ANA Inspiration          |      |      | EL   |      |      |      | EL   |
| U.S. Women's Open        |      | EL   | EL   |      |      |      | P5   |
| Women's PGA Championship |      |      |      |      |      | EL   | P53  |
| The Evian Championship   |      | P29  | EL   |      |      | P69  | P67  |
| Women's British Open     | P56  |      | EL   |      |      | EL   | 6    |

| Torneo                   | 2020 | 2021 |
| ------------------------ | ---- | ---- |
| ANA Inspiration          | P44  | P50  |
| U.S. Women's Open        | EL   | P35  |
| Women's PGA Championship | P37  | P7   |
| The Evian Championship   | NT   | P29  |
| Women's British Open     | EL   | EL   |

     Vittoria
     Top 10
     Non partecipante
EL = eliminazione a metà gara (non passa il taglio)

NT = nessun torneo

"P" = pari merito